# Дом Л. Н. Урванцева
Главный дом городской усадьбы Урванцовых  — здание, построенное в конце XVIII века в историческом центре, в Вахитовском районе города Казани (ул. К. Маркса, 11). Является объектом культурного наследия и памятником архитектуры регионального значения

## Описание
Главный дом городской усадьбы Л. Н. Урванцова располагается на углу современных улиц К. Маркса и Миславского относится к немногочисленным сохранившимся в Казани постройкам конца XVIII века.
Известный исследователь В. В. Егерев называл застройку улиц Карла Маркса, Миславского, Большой Красной жемчужиной города. Этот район застраивался в период реализации первого регулярного плана, разработанного В. И. Кафтыревым и предназначался для капитальной застройки состоятельных жителей.
Представляет собой двухэтажное угловое здание со скругленным углом. Имеет пилястры ионического ордера и фронтон со слуховым окошком над широким антаблементом. Изначально дом принадлежал казанскому писателю Урванцеву Льву Николаевичу, позднее был Главным домом городской усадьбы. До недавнего времени использовался как жилой дом. С 2012 года находится на реставрации.

## История
Дом построен в 1770 году первым профессиональным казанским архитектором В. И. Кафтыревым, видным представителем русского барокко.
Самые ранние изображения дома — это дошедшие до нас снимки, сделанные в конце XVIII века Юлием Ивановичем фон Каницем, директором первой казанской гимназии, с помощью камеры-обскуры. Сейчас эти снимки хранятся в петербургском архиве и упоминаются в книге «Образцовые» проекты жилой застройки русских городов XVIII—XIX вв."
В жизни усадьбы можно проследить четыре основных строительных
периода:
1. 1770-е годы — 1842 год
2. 1843—1865 годы
3. 1866—1917 годы
4. 1917 год — наши дни

В советский период усадьбу приспособили под коммунальные квартиры, нарушив и границы домовладения, и традиционную планировку. Дом был расселен до 2005, однако консервация объекта не была осуществлена, и здание пришло в негодность, неоднократно повреждалось чернокопателями.
В феврале 2012 года здание было передано Инвестиционной группе компаний ASG в рамках государственно-частного партнерства между Мэрией Казани и Инвестиционной группой компаний ASG для совместной деятельности по развитию казанской агломерации и участии ASG в работе по восстановлению и реконструкции исторического центра города, заключенного 16 февраля 2012 года
План реставрации, основанный на принципе квартальной реконструкции, был разделен на 2 этапа. К июлю 2013 года на основе разработок Международного института антиквариата ASG в соответствие с архивными источниками был восстановлен фасад и кровля здания, установлена подсветка фасада, облагорожена территория.
К 2015 году внутреннее убранство зданий наполнят уникальными экспонатами Международного института антиквариата и тем самым воссоздадут обстановку, аутентичную эпохе их постройки.

## Находки
Во время работ в подвале рабочие обнаружили шесть монет царской чеканки. Все монеты были отчеканены на одном из семи монетных дворов Российской империи — Екатерингбургском (на каждой имеется обозначение «ЕМ»). Из них четыре монеты по 2 копейки — 1798, 1800 и 1801 годов и одна — «1 копейка» 1800 года выпуска. Все они украшены вензелем Павла Первого, составленным из литеры «П» (Павел) и цифры «1» (Первый) и увенчанным короной. После исследований находки были переданы в Международный институт антиквариата ASG.